# Niamsziag
Niamsziag – kontemplacja, podstawowa praktyka medytacyjna w tybetańskiej tradycji dzogczen. Określana jest symbolicznie jako "połączenie matki i syna", a mianowicie przejrzystości i śunjaty.